# Eutropis macularia
Eutropis macularia är en ödleart som beskrevs av  Edward Blyth 1853. Eutropis macularia ingår i släktet Eutropis och familjen skinkar. Inga underarter finns listade i Catalogue of Life.